# 曾氏父子墓
曾氏父子墓在山东省临沂市平邑县魏庄乡境内的曾子山，是孔子弟子曾点、曾参父子的墓葬。2007年清明重修维护。
曾点墓位于魏庄乡南武城村东1.5公里，现存封土高4.5米，直径15米。与澹台滅明墓东西相望。曾参以孝著称，但简葬其父，历代传为佳话。东汉王符《潜夫论·浮侈》有“毕之郊，文、武之陵，南城之垒，曾　之冢，周公非不忠也，曾子非不孝也”之语。清朝乾隆二十五年（1760年）重修。乾隆四十三年（1778年）设奉祀生一名。先后由曾子六十九代、七十代、七十一代孙袭任。嘉庆十三年(1808年)，山东督粮道孙星衍、费县知县郭志清为此墓和澹台滅明墓各立墓碑一座。“文化大革命”中下落不明。1991年平邑县人民政府重立墓碑一座。
曾参墓位于魏庄乡土桥村，西距武城故城2公里。《费邑曾氏谱》载：“墓在武城之土桥。”清朝光绪《费县志》载：“莱芜侯既葬武城，曾参未闻他徙，亦葬武城。”清乾隆四十三年(1778年)，礼部咨复山东巡抚国泰，准于此处设立宗圣曾子墓奉祀生一名，袭任与其父曾点相同。土桥曾参墓“文化大革命”中被毁为平地，1998年3月，魏庄乡政府在曾点墓东北30米处重修。